# Jeff Wayne’s Musical Version of The War of the Worlds
Jeff Wayne's Musical Version of The War of the Worlds – album koncepcyjny wydany w roku 1978 przez Jeffa Wayne'a. Album jest muzyczną adaptacją powieści Wojna światów autorstwa H.G. Wellsa. Dzieło ma formę oratorium w stylu progresywnego rocka z wykorzystaniem orkiestry smyczkowej. Poszczególne utwory są powiązane narracją  i leitmotivami.
Dwupłytowy debiutancki album stał się światowym bestsellerem, sprzedanym w wielu milionach egzemplarzy na całym świecie. Do roku 2009 w samej Wielkiej Brytanii przekroczyła 2,5 miliona sztuk. Płyta została wydana w wielu rozbudowanych wersjach, na jej motywach powstała gra wideo. W XXI wieku twórca, Jeff Wayne zrealizował tournée koncertowe, którego zapis wydano na DVD.
W roku 2012 Wayne wydał zmodyfikowaną wersję płyty, Jeff Wayne's Musical Version of The War of the Worlds – The New Generation. Również na bazie tej płyty zrealizował na przełomie lat 2012-2013 europejskie tournée koncertowe.

## Lista utworów
| Strona pierwsza | Strona pierwsza                                                  | Strona pierwsza |
| Nr              | Tytuł utworu                                                     | Długość         |
| --------------- | ---------------------------------------------------------------- | --------------- |
| 1.              | „The Eve of the War” (wykonawca: Justin Hayward, Richard Burton) | 09:06           |
| 2.              | „Horsell Common and The Heat Ray” (wykonawca: Richard Burton)    | 11:36           |
|                 |                                                                  | 20:42           |

| Strona druga | Strona druga                                                                         | Strona druga |
| Nr           | Tytuł utworu                                                                         | Długość      |
| ------------ | ------------------------------------------------------------------------------------ | ------------ |
| 1.           | „The Artilleryman and The Fighting Machine” (wykonawca: David Essex, Richard Burton) | 10:36        |
| 2.           | „Forever Autumn” (wykonawca: Justin Hayward, Richard Burton)                         | 07:43        |
| 3.           | „Thunder Child” (wykonawca: Chris Thompson, Richard Burton)                          | 06:10        |
|              |                                                                                      | 24:29        |

| Strona trzecia | Strona trzecia                                                            | Strona trzecia |
| Nr             | Tytuł utworu                                                              | Długość        |
| -------------- | ------------------------------------------------------------------------- | -------------- |
| 1.             | „The Red Weed (Part 1)” (wykonawca: Richard Burton)                       | 05:55          |
| 2.             | „Parson Nathaniel” (wykonawca: Phil Lynott, Richard Burton)               | 01:45          |
| 3.             | „Thunder Child” (wykonawca: Julie Covington, Phil Lynott, Richard Burton) | 09:52          |
| 4.             | „The Red Weed (Part 2)” (wykonawca: Richard Burton)                       | 06:51          |
|                |                                                                           | 24:23          |

| Strona czwarta | Strona czwarta                                             | Strona czwarta |
| Nr             | Tytuł utworu                                               | Długość        |
| -------------- | ---------------------------------------------------------- | -------------- |
| 1.             | „Brave New World” (wykonawca: David Essex, Richard Burton) | 12:13          |
| 2.             | „Dead London” (wykonawca: Richard Burton)                  | 08:37          |
| 3.             | „Epilogue (Part 1)” (wykonawca: Richard Burton)            | 02:42          |
| 4.             | „Epilogue (Part 2)” (wykonawca: Jerry Wayne)               | 02:02          |
|                |                                                            | 25:34          |

## Twórcy
- Richard Burton – Dziennikarz, narrator - recytacja
- David Essex – The Artilleryman (Artylerzysta) - śpiew, recytacja
- Phil Lynott – Parson Nathaniel - śpiew, recytacja
- Julie Covington – Beth - śpiew, recytacja
- Justin Hayward – The Sung Thoughts of the Journalist (Wyśpiewane Myśli Dziennikarza) - śpiew
- Chris Thompson – The Voice of Humanity (Głos Ludzkości) - śpiew
- Jerry Wayne – recytacja w Epilogue (Part 2)
- Ken Freeman – instrumenty klawiszowe
- Chris Spedding – gitary
- Jo Partridge – gitary
- George Fenton – santur, cytra, tar
- Herbie Flowers – gitara basowa
- Barry Morgan – perkusja
- Barry da Souza, Roy Jones, Ray Cooper – instrumenty perkusyjne
- Paul Vigrass, Gary Osborne, Billy Lawrie – dodatkowy śpiew

## Historia powstania
Jeff Wayne's Musical Version of The War of the Worlds jest dziełem kompozytora Jeffa Wayne'a, opartym na powieści science fiction H. G. Wellsa Wojna Światów opisującej atak Marsjan na Ziemię. Projekt powstawał w sumie 3 lata. Kompozytorowi udało się namówić do wzięcia udziału znaczących wykonawców: oskarowego aktora Richarda Burtona, muzyka The Moody Blues Justina Haywarda, Chrisa Thompsona (z Manfred Mann), Phila Lynotta (z Thin Lizzy), artystkę musicalową Julie Covington (Evita) oraz Davida Essexa.  Wayne dyrygował  orkiestrą smyczkową ULLAdubULLA i prowadził zespół rockowy Black Smoke Band.
Większość tekstów na płycie adaptował z powieści Gary Osborne.  Album przebywał 290 tygodni na brytyjskiej liście UK album chart docierając do 5. miejsca. Dotarł do 1. miejsca list w 11 krajach. Dwa utwory, Forever Autumn i The Eve of the War dotarły na listy przebojów singli.
Album był nagrywany jako jeden z pierwszych na 48 śladach, przy użyciu dwóch zsynchronizowanych magnetofonów Studer A80 w londyńskich Advision Studios z udziałem inżyniera dźwięku Geoffa Younga. Album zdobiły rysunki Petera Goodfellowa, Geoffa Taylora i Michaela Trima.

## Inne wydania
W celach promocji w radio oryginalnej płyty z 1978, do rozgłośni radiowych dostarczono płytę w wersji skróconej, lecz z dogranymi początkami i zakończeniami imitującymi audycje radiową. CBS zdecydowało wydać tę wersję w roku 1981 pod tytułem Highlights from Jeff Wayne's Musical Version of The War of the Worlds.
W roku 1978 wydano dwie wersje hiszpańskojęzyczne albumu, w jednej z nich rolę Dziennikarza odtwarzał Anthony Quinn, w drugiej Teófilo Martinez. W 1980 roku powstała wersja niemieckojęzyczna, z Curdem Jürgensem w roli Dziennikarza.
W 1989 wydano specjalną edycję albumu z remiksami niektórych utworów. Również w 2000  powstała kolekcja remiksów The War of the Worlds: ULLAdubULLA—the Remix Album  z utworami użytymi w grze komputerowej z 1998.
W lipcu 2005 oryginalny album wydano w dwóch wersjach:
- zremasterowana dwupłytowa Hybrid Multichannel Super Audio CD set;
- siedmiopłytowa Collector's Edition zawierająca dodatki: remixy, czytających aktorów, fragmenty z udziałem Anthony Quinna i Jürgensa, DVD o produkcji albumu. W kwietniu 2006 ukazała się reedycja ULLAdubULLA, pod tytułem  ULLAdubULLA II. Pojedyncza CD zawierała oryginalne i dodatkowe remixy (m.in. Tom Middleton, DJ Keltech, DJ Zube).

### The New Generation
W roku 2012 Wayne stworzył nową wersję dzieła. Płyta nazwana Jeff Wayne's Musical Version of The War of The Worlds - The New Generation została wydana w dniu 26 listopada 2012. Zawiera na nowo nagrane wersje utworów z nowymi wykonawcami. Wykorzystano archiwalne nagranie Jerry'ego Wayne'a (ojca Jeffa), który zmarł w latach dziewięćdziesiątych XX wieku.
- Liam Neeson – Dziennikarz, narrator - recytacja
- Ricky Wilson – The Artilleryman (Artylerzysta) - śpiew, recytacja
- Maverick Sabre – Parson Nathaniel - śpiew, recytacja
- Joss Stone – Beth - śpiew, recytacja
- Gary Barlow – The Sung Thoughts of the Journalist (Wyśpiewane Myśli Dziennikarza) - śpiew
- Alex Clare – The Voice of Humanity (Głos Ludzkości) - śpiew
- Jerry Wayne – recytacja w Epilogue (Part 2) - nagranie archiwalne.

## Dzieła pokrewne

### Gry komputerowe
W roku 1984 CRL Group PLC wydała grę Jeff Wayne's Video Game Version of The War of the Worlds na komputery ZX Spectrum. Grę wydano również w wersji niemieckiej  Jeff Wayne's Video Version von Der Krieg der Welten.
W roku 1998 Rage Software wydała w wersji komputery osobiste grę Jeff Wayne's The War of the Worlds. Jeff Wayne był producentem aranżacji i remiksów do gry. Użyto grafiki wzorowanej na rysunkach Michaela Trima, Geoffa Taylora i Peter Goodfellowa, jak również sampli głosu Richarda Burtona.
W roku 1999 firma Pixelogic wykonała wersję gry na Sony PlayStation będącą third-person shooterem również pod tytułem Jeff Wayne's The War of the Worlds.

### Wersja animowana
Pod koniec 2004 rozpoczęły się prace nad adaptacją płyty ULLAdubULLA II do wersji animowanej. Powstały projekty marsjańskich maszyn, lecz sam film nigdy nie powstał.

## Tournée
W kwietniu 2006 rozpoczęło się tournée  po Wielkiej Brytanii i Irlandii podczas którego wykonywano na żywo muzykę z albumu. Jeff Wayne był dyrygentem 48 osobowej orkiestry smyczkowej ULLAdubULLA Strings i dziesięcioosobowego zespołu rockowego Black Smoke Band. W obsadzie wystąpili::
- Richard Burton – Dziennikarz - na zdjęcie twarzy nieżyjącego aktora nałożono animacją ruch ust zsynchronizowany z tekstem, zastosowano projekcję na trójwymiarowy model twarzy
- Alexis James – The Artilleryman
- Russell Watson – Parson Nathaniel - śpiew, recytacja
- Tara Blaise – Beth
- Justin Hayward – The Sung Thoughts of the Journalist  - powtórzył swą rolę z oryginalnego albumu
- Chris Thompson – The Voice of Humanity - powtórzył swą rolę z oryginalnego albumu

W tournée uczestniczyło  także dwoje muzyków  z oryginalnego albumu - Chris Spedding na gitarze i Herbie Flowers na gitarze basowej. W koncercie wykorzystano animowany prequel pochodzący z gry z  1998 roku.  W roku 2007 trasę kontynuowano w Australii i Nowej Zelandii (Shannon Noll jako Parson Nathaniel, Rachael Beck jako Beth, Michael Falzon jako Artilleryman), trasę kontynuowano w Wielkiej Brytanii w grudniu (John Payne jako Parson, Sinéad Quinn jako Beth). Tournée podróżowało po Europie do wiosny 2011 (m.in. Niemcy, Holandia, Belgia) w zmieniającym się składzie (wystąpili również Jennifer Ellison, Damien Edwards, Rhydian Roberts, Jason Donovan, Liz McClarnon). Ulepszono animację twarzy Richarda Burtona.

### The New Generation
Po stworzeniu nowej wersji albumu przygotowano nowe, zmodyfikowane europejskie tournée. Rozpoczęło się bezpośrednio po premierze płyty, w dniu 29 listopada 2012 z ostatnim koncertem w dniu 7 stycznia w Norymberdze. W obsadzie znaleźli się:
- Liam Neeson – Dziennikarz (jako holograficzna trójwymiarowa projekcja)
- Ricky Wilson – The Artilleryman
- Jason Donovan – Parson Nathaniel
- Kerry Ellis – Beth
- Marti Pellew – The Sung Thoughts of the Journalist
- Will Stapleton – The Voice of Humanity

W obsadzie znalazły się także osoby grające nowe postaci (nie występujące w oryginalnej wersji albumu): Michael Falzon (jako William Rowland) i  Lily Osborne (Vera May).
Herbie Flowers i Chris Spedding byli instrumentalistami również w tej wersji koncertowej.

## Wideografia
Dwupłytowy dysk DVD Jeff Wayne's Musical Version of The War of The Worlds - Live on Stage został w listopadzie 2006 roku wydany dla Regionu 2. Zawierał zapis koncertu w 2006 w  Wembley Arena, płyta druga zawierała dokumentację tworzenia koncertu.

### The New Generation
Zapis koncertu z O2 Arena w Londynie został zarejestrowany w dniu 15 grudnia 2012. Pomiędzy 11 a 14 kwietnia 2013 był emitowany w kinach Wielkiej Brytanii i został bardzo dobrze przyjęty.  Koncert został wydany na DVD i Blu-ray w listopadzie 2013.